# Zāgheh Anūch
Zāgheh Anūch (persiska: زاغِه اَنوچ, زاغِۀ اَنوچ, زاغه انوچ) är en ort i Iran.   Den ligger i provinsen Hamadan, i den nordvästra delen av landet, 300 km sydväst om huvudstaden Teheran. Zāgheh Anūch ligger 2 065 meter över havet och antalet invånare är 125.
Terrängen runt Zāgheh Anūch är huvudsakligen kuperad, men åt sydost är den platt. Terrängen runt Zāgheh Anūch sluttar söderut. Runt Zāgheh Anūch är det tätbefolkat, med 257 invånare per kvadratkilometer. Närmaste större samhälle är Nahāvand, 17,2 km väster om Zāgheh Anūch. Trakten runt Zāgheh Anūch består i huvudsak av gräsmarker.